# Girl Crush (韩国女子团体)
Girl Crush（韓語：걸크러쉬）是韓國DAM娛樂於2019年推出的四人女子團體組合，成員包括Bomi、Zia、Taeri及Yujin，於2019年4月8日發行首張數位單曲《Memories》出道。2022年，成員Yona退出團體，加入新成員Hayun。2023年3月24日，Taeri退出組合，由新成員Sena補上。

## 團體資料
與團體名稱相反，她們並不是所謂的少女迷戀型團體，而是追求性感的方式，並且在YouTube上發布了許多她們在舞台上跳舞的影片，統稱為Fancam並引起人們的關注。對於組合的名稱，成員泰梨表示：「我們選擇這個名字的目的是不僅要奪取男粉絲的心，還要奪取女粉絲的心」。

## 成員資料
| 成員列表   | 成員列表 | 成員列表 | 成員列表 | 成員列表 | 成員列表    | 成員列表         | 成員列表         | 成員列表 | 成員列表 |
| 藝名       | 藝名     | 藝名     | 本名     | 本名     | 本名        | 出生日期 出生地  | 隊內擔當         |          |          |
| 藝名       | 諺文     | 英文     | 中文     | 諺文     | 羅馬拼音    | 出生日期 出生地  | 隊內擔當         |          |          |
| ---------- | -------- | -------- | -------- | -------- | ----------- | ---------------- | ---------------- | -------- | -------- |
| 智雅       | 지아     | Zia      | 劉佳     | 류지아   | Ryu Jia     | 1995年6月9日 ·   | 隊長、副唱       |          |          |
| 普美       | 보미     | Bomi     | 鄭普美   | 정보미   | Jeong Bomi  | 1996年5月12日 ·  | 領舞、副唱、門面 |          |          |
| 圭美       | 세나     | Sena     | 金圭美   | 김규미   | Kim Gyumi   | 1998年1月20日 ·  | 領主唱           |          |          |
| 有真       | 하윤     | Hayun    | 權有真   | 권유진   | Kwon Yujin  | 2005年11月12日 · | 忙內             |          |          |
| 已退出成員 |          |          |          |          |             |                  |                  |          |          |
| 泰梨       | 태리     | Taeri    | 鄭泰梨   | 정태리   | Jeong Taeri | 1994年3月29日 ·  | 主舞、副唱       |          |          |
| 姚娜       | 요나     | Yona     | 高姚娜   | 고요나   | Go Yona     | 1997年2月12日 ·  | 主唱             |          |          |
| 喜妍       | 희연     | Heeyeon  | 金喜妍   | 김희연   | Kim Heeyeon | 2000年3月12日 ·  | 忙內             |          |          |

## 活動經歷

### 2019年
2019年，她們發行了首張數位單曲《Memories》，最初的成員是 BOMI、Zia、Taeri和Yo-na，Yo-na後來離開了組合，後來加入的Yuka也在不久後離開了組合，截至2022年5月成員有3人，但後來Hayun加入，4月6日在Global Digital Content Group K-Hall舉行出道showcase。

### 2020年-2021年
2020年12月2日，DAM Entertainment 透過在該團體的官方Instagram 帳戶上發布的貼文宣布，組合正在舉行試鏡選舉新成員，大約在同一時間，成員Yo-na已從其個人資料描述中刪除。
2021年2月1日，GIRL CRUSH宣布與DAM Entertainment的合約終止，所有成員決定不再續約。 也證實Bomi、Zia和Taeri決定留在組合中仍以GIRL CRUSH為名，但Yo-na決定離開。
2021年2月4日，證實組合計畫近期引進新成員girlcrush_Yuka且未創建任何照片的Instagram 帳戶被所有三名GIRL CRUSH成員關注，到2月底該頁面也被該團體的官方SNS關注，確認了新成員的舞台名字叫yuka。

### 2022年
5月18日，Yuka因個人因素宣布退團。
5月29日，HW Entertainment 就新成員Hayun發布了一份聲明，此前因將一名未成年人加入具有性感概念的團體而引發爭議，一些人指責這是對未成年人的剝削，  HW解釋Hayun只是練習生，並非正式成員，将在達到法定年齡後加入團體。聲明發布後不久，該組織的Instagram 
和Twitter被設為私密帐户。
6月29日，Hayun開始在Girl Crush演出從而被加入組合。

### 2023年
1月4日，該團體宣布第二張數位單曲Oppa，Do you trust me?，將於2月5日發行。

### 2024年
Taeri在1月至3月期間悄悄離開了組合，取而代之的是Yuka，Yuka 在2022年離開了組合，現在以組合成員的身份回歸，取代了Taeri 留下的位置，並使用了新的藝名Sena。
7月9日，她們發行了第三張數位單曲「Drive」。

## 音樂作品

### 數位單曲
| 單曲 # | 單曲資料                                                         | 曲目                           |
| ------ | ---------------------------------------------------------------- | ------------------------------ |
| 1st    | 《Memories》 - 發行日期：2019年4月8日 - 語言：韓語               | 曲目 1. Memories               |
| 2nd    | 《Oppa, Do you trust me?》 - 發行日期：2023年2月5日 - 語言：韓語 | 曲目 1. Oppa, Do you trust me? |
| 3rd    | 《DRIVE》 - 發行日期：2024年7月6日 - 語言：韓語                  | 曲目 1. DRIVE                  |

## 影音作品

### 音樂錄影帶
| 日期         | 歌名                                                     | 歌手       | 影音   | 備註   |
| 2019年       | 2019年                                                   | 2019年     | 2019年 | 2019年 |
| ------------ | -------------------------------------------------------- | ---------- | ------ | ------ |
| 2019年4月8日 | Memories （页面存档备份，存于）                          | Girl Crush | MV     | [ 10 ] |
| 2023年       |                                                          |            |        |        |
| 2023年4月8日 | Oppa, Do you trust me? （页面存档备份，存于）            | Girl Crush | MV     | [ 11 ] |
| 2024年       |                                                          |            |        |        |
| 2024年7月6日 | 드라이브(DRIVE) - 걸크러쉬(GIRL-CRUSH) DANCE MUSIC VIDEO | Girl Crush | MV     | [ 12 ] |

## 外部連結
- Girl Crush的官方IG （页面存档备份，存于）
- Girl Crush的官方FB粉專
- Girl Crush的官方YouTube頻道 （页面存档备份，存于）

個人連結
- Zia的Instagram帳戶
- Bomi的Instagram帳戶
- Sena的Instagram帳戶
- Hayun的Instagram帳戶